# 梅杰·琼斯
梅杰·詹姆斯·布鲁克斯·琼斯（英語：Major James Brooks Jones，1953年7月9日—），美国NBA联盟前职业篮球运动员。他在1976年的NBA选秀中第2轮第20顺位被波特兰开拓者选中。